# Командування спеціальних операцій США
Кома́ндування спеціа́льних опера́цій США (англ. United States Special Operations Command, (USSOCOM) — одне з десяти командувань Міністерства оборони США, унікальний орган управління, який об'єднує під своїм командуванням усі види підрозділів, частин і з'єднань Сил спеціальних операцій незалежно від їх належності до того або іншого відомства. Водночас, USSOCOM є єдиним Об'єднаним командуванням Збройних сил, котре засноване на основі рішення Конгресу США.
Командування сил спеціальних операцій США засноване наказом міністерства оборони США 16 квітня 1987 року з метою об'єднання та підготовки Сил спеціальних операцій США для виконання покладених на них завдань, а у разі прийняття на себе повноважень керівника спеціальної операції, що проводиться, особисто Президентом США або міністром оборони США — з метою здійснення планування й управління ходом операції.
Місцем дислокації Командування стала військово-повітряна база Мак-Ділл поблизу міста Тампа у штаті Флорида.

## Призначення Командування спецоперацій США
Конгресом США на Командування спеціальних операцій покладаються наступні завдання:
- розвиток доктрини застосування, стратегії й тактики сил спеціальних операцій США;
- підготовка й подання на розгляд бюджету ССО;
- тренування керівництва, управління та контроль виконання спеціальних операцій;
- тренування підлеглих сил спеціальних операцій;
- керівництво спеціальними курсами підготовки ССО;
- ратифікація (додання законної сили) керівництву і діям при проведенні спеціальних операцій;
- узаконення встановлених пріоритетів та правил;
- функціональна сумісність та взаємодія сил і засобів Командування спеціальних операцій;
- формулювання і подача заяв на проведення спільних розвідувальних завдань з іншими департаментами та відомствами;
- контроль освіти, просування, тренування, навчання й збереження кадрового складу офіцерів Сил спеціальних операцій;
- підтримка постійної готовності ССО;
- перевірка стану підготовленості ССО до виконання поставлених завдань;
- розвиток і забезпечення озброєнням, обладнанням, оснащенням та іншими матеріальними засобами, необхідними для проведення спеціальних операцій[2][4].

Командування спеціальних операцій США не є залежним бюджетним органом Міністерства оборони США, і не знаходиться на фінансовому та матеріальному забезпеченні жодного з департаментів Збройних сил США. Фінансування USSOCOM здійснюється за спеціальною програмою англ. Major Force Program (MFP-11), і крім цього, Командування має власний таємний додатковий бюджетний фонд, призначений для придбання спеціальних засобів і озброєння, виключно для проведення спецоперацій.
До терористичного акту 11 вересня 2001 року, Командування спеціальних операцій в основному залучалося для виконання завдань щодо навчання, тренування і забезпечення ССО в зонах відповідальності регіональних Командувань ЗС США, а також для забезпечення важливих спеціальних завдань дипломатичними представниками і посольствами США у всьому світі.
З 2004 року Президентом США сфера повноважень Командування ССО США була розширена на основі Єдиного плану Командування (англ. UCP) з метою надання ССО статусу провідної сили, котра «служитиме в Командуваннях для планування, синхронізації та цілеспрямованого виконання спеціальних завдань у боротьбі з терористичною мережею в чіткій взаємодії з рештою сил Командувань».

## Історія
Наприкінці 1970-х—початку 1980-х років XX століття світова спільнота постала перед серйознішою загрозою активізації терористичної діяльності різноманітних рухів та організацій по всьому світові. Усе частіше підрозділи спеціального призначення розвинутих країн залучалися до протидії таким викликам, також часто їх застосовували до боротьби з наркобізнесом та іншими формами організованої злочинності національного та міжнародного масштабу. Водночас, поразка Сполучених Штатів у В'єтнамській війні найнегативнішим чином відбилася на загальному стані справ у її власних збройних сил. Не була винятком і ситуація у формуваннях сил спеціальних операцій, які непогано зарекомендували себе в асиметричних та контрпартизанських діях у Південно-Східній Азії.

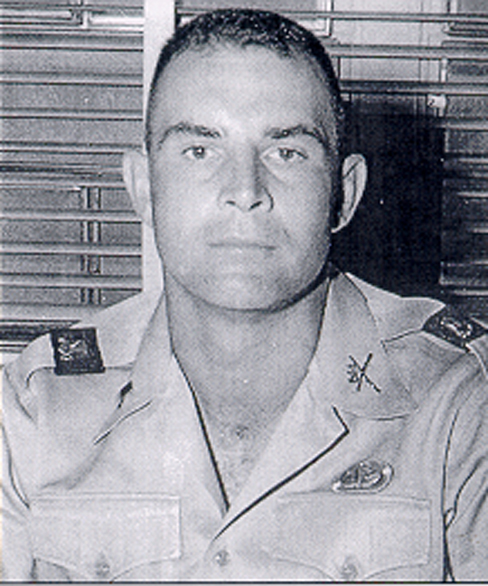
Засновник «Дельти» полковник Чарльз Беквіт

Попри усім минулим заслугам занепад сил спеціальних операцій в американських збройних силах продовжувався. Найкращі фахівці-ветерани війни у В'єтнамі звільнялися з лав армії, фінансування спецпідрозділів постійно урізалося, всі ідеї та інновації в підготовці та перспективах розвитку таких формувань попросту саботувалися. Протистояння між вищою військовою елітою, яка дотримувалася конвенційних форм і способів ведення війни та молодими апологетами асиметричних форм бойових дій усе більше розпалювалося. Прихильники революційних реформ наполягали на тому, що несиметричні, неконвенційні виклики суспільству вимагають відповідних неконвенційних підходів для відповідей на них. Серед послідовників цих реформ опріч виділявся полковник Чарльз Беквіт, який з початку 1960-х років надаремно бився з американським генералітетом, намагаючись сформувати елітний контртерористичний підрозділ «Дельта» на кшталт британської САС. Але 15 років запеклих змагань мали мізерний успіх.
Кульмінацією в кризовій ситуації із силами спеціальних операцій став приголомшливий провал операції «Орлиний кіготь» у квітні 1980 року. Операція з врятування 52 американських громадян, захоплених під час Іранської кризи в американському посольстві в Тегерані, завершилася крахом, не встигнувши навіть розпочатися. Створена поспіхом Об'єднана оперативна група управління наочно довела свою повну неспроможність проводити надскладну операцію такого характеру; викрилися усі незгоди стосовно непорозуміння ролі сил спеціальних операцій, і того, як вони мали виконувати завдання.
Гучний скандал підхльоснув політичне та військове керівництво США до рішучих дій. Президент США Дж. Картер призначив комісію з розслідування обставин катастрофи операції, головою слідчої комісії став колишній керівник військово-морськими операціями відставний адмірал Джеймс Голловей III. За результатами його дізнання, яке отримало назву «Рапорт Голловея» визначалося, що планування операції здійснювалося поверхнево з величезними недоліками, управління компонентами організовувалося слабо, взаємодія між складовими та учасниками операції була на низькому рівні.
Начальник штабу Армії США генерал Едвард Меєр закликав до глибокої реформи та реорганізації усіх спецпідрозділів та всіляко сприяв у створенні спецзагону «Дельта». Й хоча йому не вдалося реалізувати замислене — об'єднати усі частини ССО під єдиним керівництвом, Меєр зміг відокремити усі розрізнені компоненти спецназу, що перебували в його безпосередньому підпорядкуванні, в окреме 1-ше Командування спеціальних операцій, що вже було великим кроком вперед у тій тупиковій ситуації, що склалася у військах.
Тим часом у політичному середовищі Америки, зокрема в Сенаті зростали настрої, що збройні сили потребують кардинальних реформ. У червні 1983 року сенатський Комітет зі збройних сил оголосив про початок дворічного процесу вивчення шляхів врегулювання проблем, що накопичилися в міністерстві оборони. Окремо, питання сил спеціальних операцій узявся вивчати сенатор від штату Аризона Баррі Голдвотер.
1 січня 1984 року за рекомендацією Конгресу міністерство оборони сформувало Об'єднане управління спеціальних операцій, яке, однак не отримало аніяких прав керувати жодним підрозділом ССО. Ця структура управління практично нічого не спромоглася зробити для розвитку сил, що було закономірним результатом глухої протидії з боку вищого військового керівництва. Ідея формування сил спеціальних операцій, як окремої структури всередині Збройних сил, наштовхувалася на запеклий опір і можновладців Конгресу.
Серед політичних та військових керманичів США одиниці поділяли думки про створення окремого виду збройних сил з уповноваженим органом управління, на який мали покладатися завдання спецоперацій. Сенатори Семюел Нанн та Вільям Коен, прибічники революційних змін постійно намагалися подолати спротив своїх опонентів. Конгресмен Ден Деніель був певен, що військова верхівка апріорі категорично не зацікавлена у створенні сил спеціальних операцій, що вони вважають проблему їхнього існування несуттєвою для обороноздатності США й тому це буде постійний головний біль. Сенатори відчували, що усе керівництво міністерства оборони відверто не розуміє сучасні виклики та загрози тодішнього світу й тому прямо або опосередковано роблять все щоб «завалити» питання створення ССО.

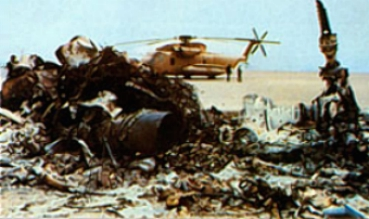
Рештки вертольоту RH-53D, знищеного під час операції «Орлиний кіготь». 25 квітня 1980

У жовтні 1983 трапилося дві події, які наочно продемонстрували американській владі неготовність вояків до сучасних викликів — підрив терористами казарми з американськими військовими в Лівані та вторгнення американських військ на Гренаду. Загибель 241 морського піхотинця та негаразди в організації управління військами при вторгненні на острів довели неспроможність американського генералітету адекватно реагувати на загрозу конфліктів низької інтенсивності.

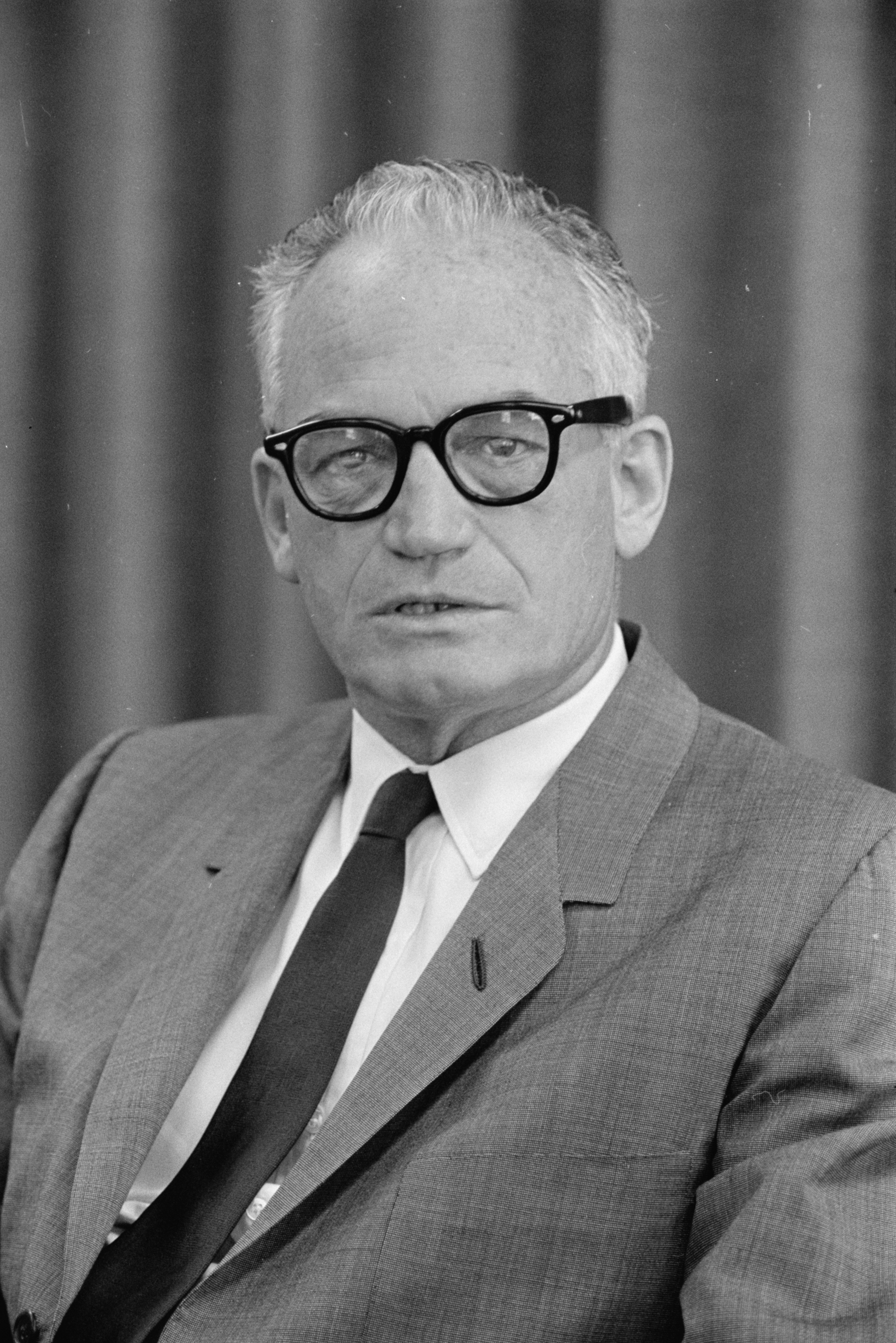
Сенатор США Баррі Голдвотер (R—AZ), один з авторів Акту Голдвотера-Ніколса від 1986 року

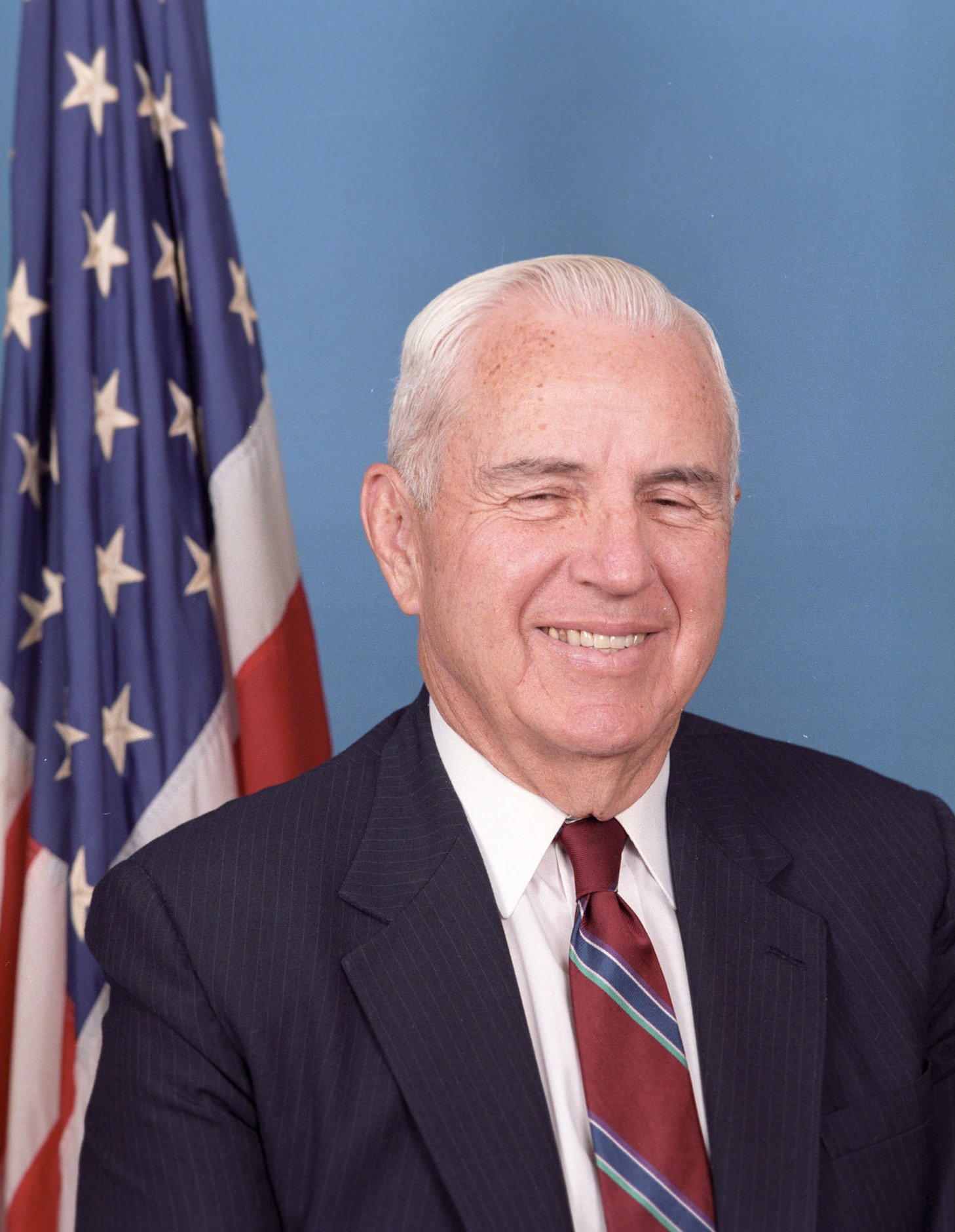
Представник Палати Конгресу Вільям Флінт Ніколс (D—AL), один з авторів Акту Голдвотера-Ніколса від 1986 року

У жовтні 1985 року Комітет зі збройних сил видав результати дворічного аналізу ситуації в Збройних силах та надав рекомендації під заголовком: «Організація оборони: Необхідність змін». Комісія узяла за основу концептуальні положення акту Голдвотера-Ніколса, який передбачав глибинні зміни всієї збройної організацій у цілому. Весною 1986 захисники ідеї створення ССО представили на розгляд обох палат Конгресу свої пропозиції щодо реформи.
15 травня 1986 року сенатор Коен відзвітував Сенату про намір створення окремого виду збройних сил, який об'єднуватиме усі сили спеціальних операцій, та заснування під проводом міністерства оборони відповідного органу управління, що мав бути незалежним у питаннях фінансування та політики розвитку ССО для адекватної відповіді на конфлікти низької інтенсивності й безпосереднього проведення спеціальних операцій. Сенатор Деніель пішов далі — він запропонував створити спеціальне національне агентство з власним фондом фінансування, на чолі з цивільною особою, яке підкорятиметься особисто міністрові оборони.
Влітку 1986 року на слуханнях у Конгресі голова Об'єднаного комітету начальників штабів адмірал Вільям Кроу виступив проти цих проектів і, у свою чергу запропонував сформувати нове командування спеціальних операцій на чолі з генерал-лейтенантом. Розгорілися палкі суперечки з цивільними керівниками, що наполягали на більшій незалежності та ширших правах цього Командування на чолі з повним генералом. Дебати тривали, на них запросили представників армії з бойовим досвідом. Генерал-майор Річард Шолтез, колишній командувач об'єднаною оперативною групою спеціальних військ при висадці в Гренаді напряму звинуватив керівництво регулярних конвенційних сил у непорозумінні ролі та завдань сил спеціальних операцій. Він вказав, що армійські командири повністю ігнорували унікальні властивості та спроможності спецназу і застосовували їх не за призначенням, що відповідно призвело до значних необґрунтованих втрат серед операторів ССО.
Після тривалих суперечок сторони дійшли компромісу: пропонувалося створити Об'єднане бойове командування усіх сил спеціальних операцій з командувачем генералом. Одночасно утворювалася цивільна посада помічника міністра оборони зі спеціальних операцій та конфліктів низької інтенсивності, також започатковувалася координаційна колегія в Раді національної безпеки з питань, що стосуються цих конфліктів. Й одним з найголовніших досягнень стало те, що Конгрес ухвалив введення в бюджетні програми міністерства оборони нової — одинадцятої головної програми, яка напряму призначалася для фінансування сил спеціальних операцій.
Фінальним плодом роботи комісії Конгресу стало видання проекту акту Авторизації оборони, що вносив деякі правки до акту Голдвотера-Ніколса й вступав у силу, як закон у жовтні 1986 року. Конгрес дав чіткий меседж своїм військовим, що на фоні ростучих загроз він спитає з них за формування дієвих ССО, а також і за минулі провали. Міністерство оборони визначалося відповідальним за імплементацію закону, і Конгрес тримав цей процес на жорсткому контролі.
Законодавча ініціатива американського Сенату зробила широкий шлях для майбутнього сил спеціальних операцій. По-перше, MFP-11 надавала силам повну автономність та контроль над власними ресурсами та витратами для найкращої модернізації та розвитку усіх сил. По-друге, закон установлював та закріплював міжвидову взаємодію між різнорідними формуваннями армії, флоту, Повітряних сил та морської піхоти. Будь-який командир, незалежно від того, з якого виду збройних сил він комплектував свій підрозділ чи угруповання, мав повноцінні повноваження командира. Заснування посади Командувача спеціальних операцій чотирьох-зіркового генерала, а також введення цивільної особи в ранзі помічника міністра оборони зі спеціальних операцій та конфліктів низької інтенсивності надало їм величезні права та перспективи відстоювання інтересів ССО на вищому рівні військової та політичної еліти США.
Водночас, попри зацікавленість найвищого керівництва країни в створенні сил спеціальних операцій, імплементація акту Нанна-Коена проходила не занадто швидко та гладко. Першим камінням спотикання стало призначення помічника міністра оборони зі спецоперацій, який відповідав за моніторингом усіх конфліктів низької інтенсивності та спеціальних операцій, що тривали. Міністерство оборони все ніяк не могло визначитися з кандидатурою посадовця, хоча Конгрес збільшив чисельність помічників міністра оборони з 11 до 12. Дійшло навіть до того, що у грудні 1987 Конгрес указав міністру армії Джону Маршу особисто виконувати ці обов'язки, доки не буде знайдений слушний кандидат. Тільки через 18 місяців Чарльз Вайтхауз був призначений на посаду помічника міністра оборони зі спеціальних операцій та конфліктів низької інтенсивності.

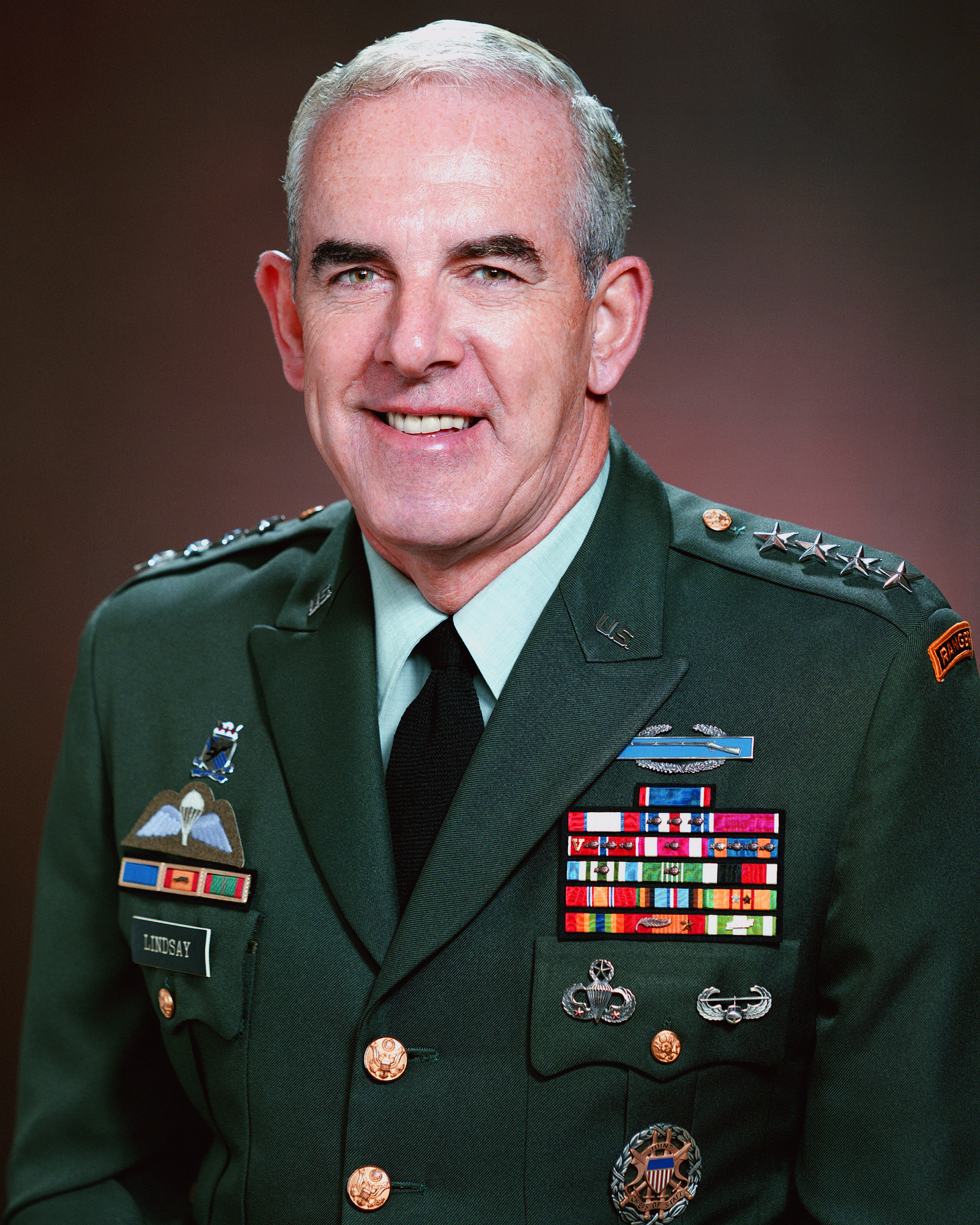
Генерал Джеймс Ліндсей — перший командувач спеціальних операцій

Тим часом, заснування штаб-квартири Командування також проходило не гладко. 23 січня 1987 року Об'єднаним комітетом начальників штабів було ухвалене рішення про розформування Командування швидкого реагування Збройних сил США, котре на думку військового керівництва не відповідало завданням, що на нього покладалися. На його фондах, що знаходилися на авіабазі Мак-Ділл у Флориді, почали розгортання Командування спеціальних операцій США. Першим командувачем став колишній керманич Командування швидкого реагування збройних сил США генерал Джеймс Ліндсей, який до того ж мав певний досвід проведення спеціальних операцій.
13 квітня 1987 року Президент США Рональд Рейган затвердив своїм указом формування нового Командування. 16 квітня міністерство оборони подало кандидатуру Ліндсея на посаду командувача, Сенат прийняв її без дебатів.

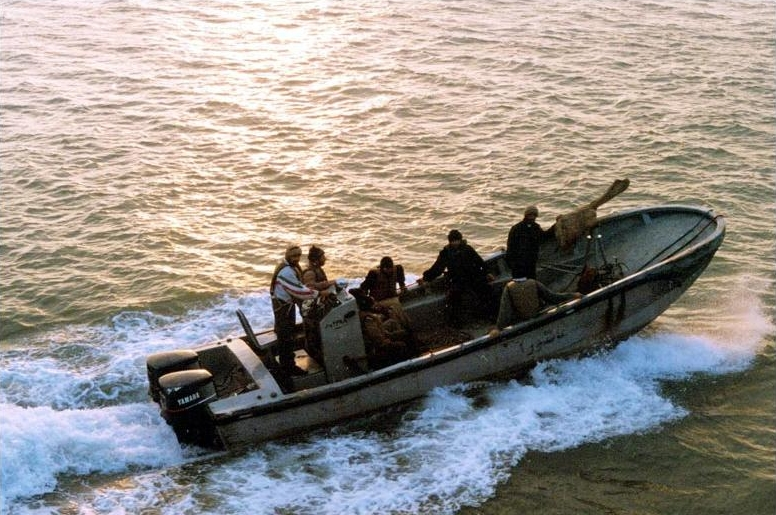
Іранські вояки на швидкісних моторних човнах, що використовувалися для атак на танкери

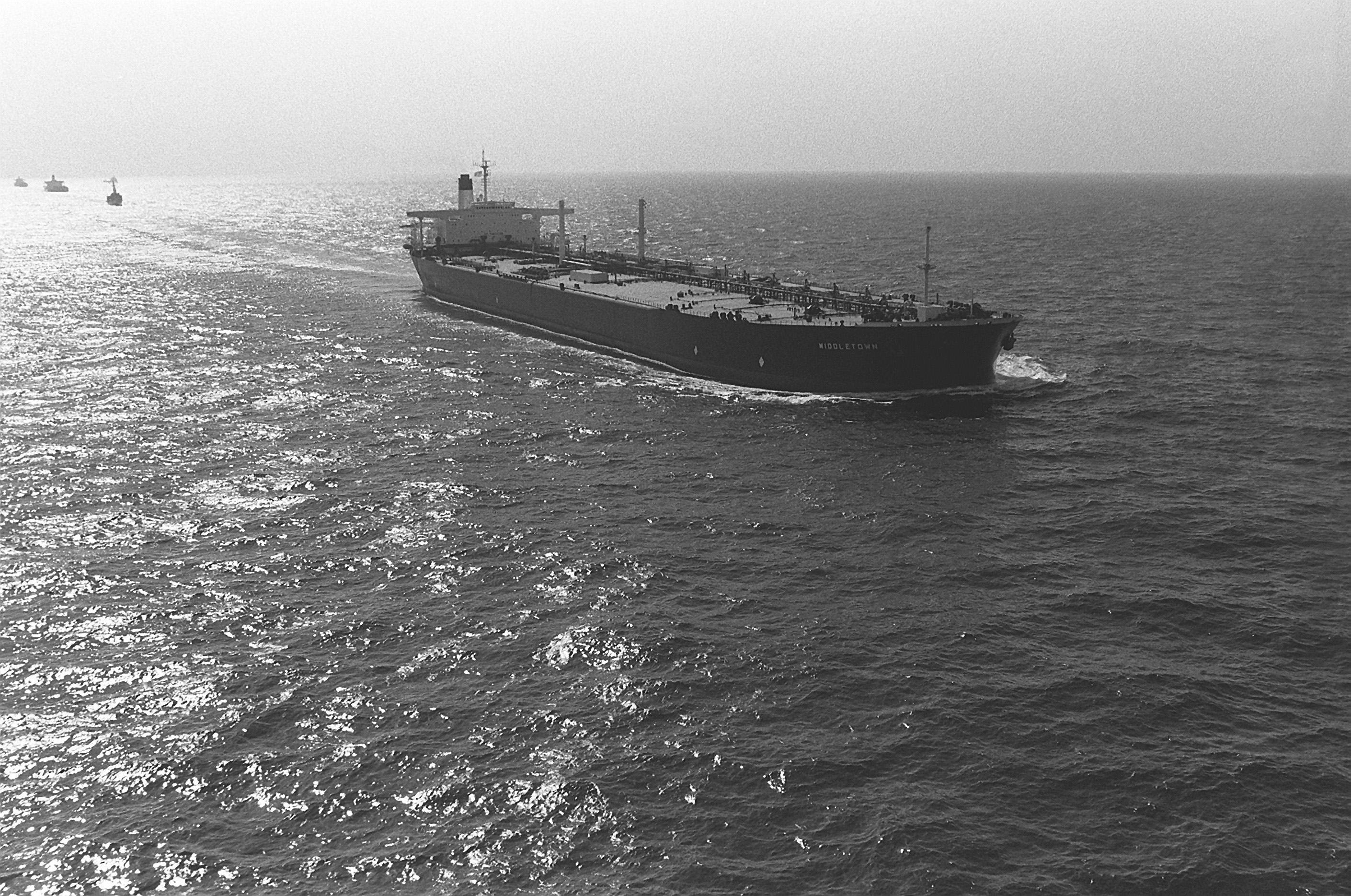
Кувейтський танкер «Ель-Рекка» під американським прапором, як SS «Бріджтон», у супроводженні кораблів ВМС США. 1 червня 1988

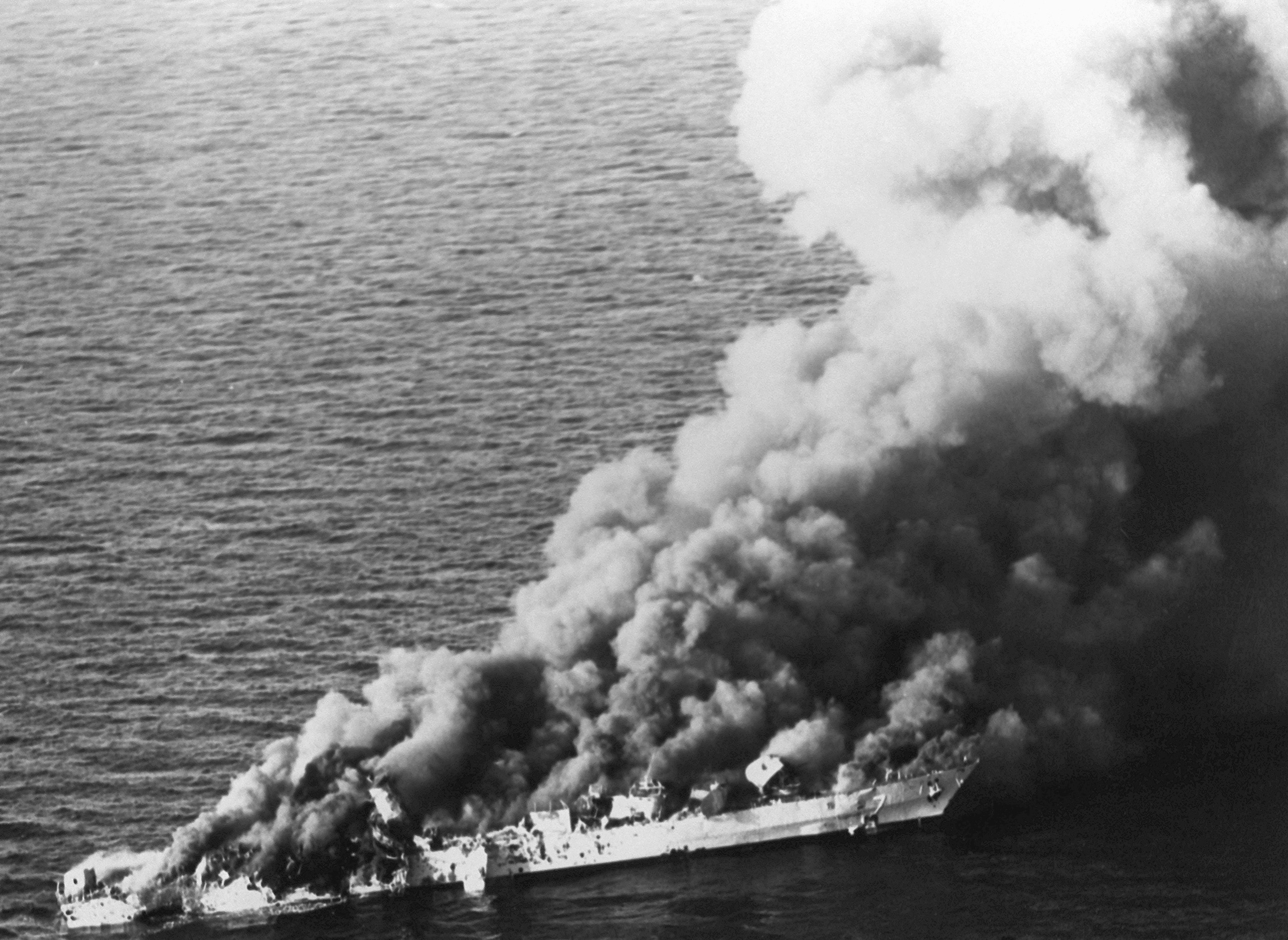
Палаючий іранський фрегат «Саханд» внаслідок проведення операції «Прейінг Мантіс». 19 квітня 1988

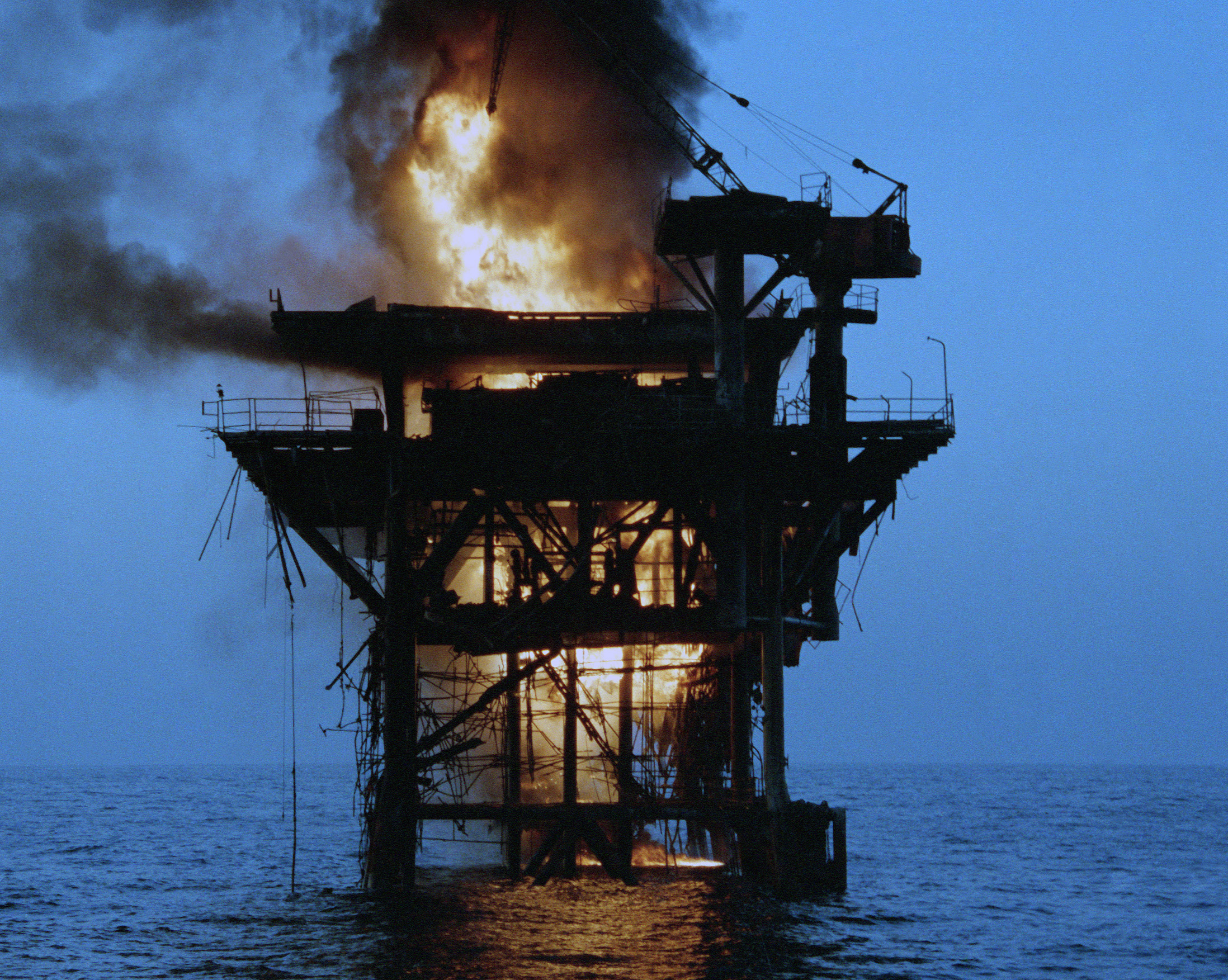
Одна з двох нафтових платформ у Перській затоці в нафтовому полі «Рустам», після обстрілу американськими есмінцями. 19 жовтня 1988

### Перший досвід
Першим реальним конфліктом, в умовах якого була практично апробована новостворена структура управління силами спеціальних операцій, став конфлікт на Близькому Сході в зоні Перської затоки між Іраном та Іраком. У вересні 1987 року для проведення операції «Ернест Вілл» від нового командування спеціальних операцій США виділялися підрозділи 160-го авіаційного полку армії, морські котики SEAL та команди бойових катерів ВМС, основним завданням яких було забезпечення безперешкодного проходу нафтових танкерів та інших суден Перською протокою й захист їх від нападів іранської сторони.
Першопричиною стало звернення у грудні 1986 року кувейтського уряду до США з проханням зареєструвати 11 кувейтських танкерів американськими, щоб їх можна було супроводжувати флоту Сполучених Штатів. 11 березня 1987 року Президент США Р. Рейган погодився з цим клопотанням у надії, що іранські військово-морські сили утримуються від атак на перевізників нафти в міжнародних водах. Однак, ескортування бойовими кораблями кувейтських супертанкерів нічим не завадило іранцям, які застосовували міни та невеликі моторні човни для раптових нападів на судна під час їх проходження протоками.
24 липня 1987 року, кувейтський танкер «Ель-Рекка» під американським прапором, як SS «Бріджтон» у супроводженні кораблів ВМС США підірвався на морській міні на відстані 32 км західніше від острова Фарсі, яку встановили іранські бійці «Пасдаран».
Після цього інциденту командувач сил на Близькому Сході контрадмірал Гарольд Бернсен запросив допомоги у командування військово-морськими спеціальними операціями. У серпні до Перської затоки прибула Оперативна група спецназу ВМС, маючи шість команд бойових катерів Mark III Patrol Boat та два взводи морських котиків. Для забезпечення їхнього базування прямо в зоні проведення операцій, командування флотом виділило дві нафтові баржі, «Геркулес» та «Вімбраун» VII під мобільні плавучі бази, з яких оператори ССО могли швидко протистояти загрозам, котрі виникали.
21 вересня 1987 року близько опівночі з фрегата «Джаретт» на гелікоптерах AH-6 та MH-6 «Літтл Берд» злетіли «нічні сталкери» 160-го полку, які у нічних умовах спостерігали за рухом іранського спеціалізованого десантного судна «Іран Аджір». Цей корабель переховувався поблизу неробочої нафтової платформи «Рашадат» 120 миль на схід від Бахрейну, яку іранці використовували як пост спостереження за пересуваннями транспортних суден.
Незабаром, американські пілоти побачили, що «мирне» судно вимкнуло світло на борту та розпочало встановлювати морські міні в міжнародних водах. З отриманням дозволу на бойові дії, вертольоти гарматно-ракетним вогнем атакували іранське судно й примусили його зупинитися. Коли іранці спробували викидати міни за борт, їх знову обстріляли з повітря; тоді екіпаж втік з судна. З прибуттям операторів ССО швидкохідними катерами, команда «морських котиків» висадилася на «Іран Аджір», де виявила 9 мін, підготовлених до застосування. У капітанській рубці знайшли бортовий журнал, в якому були чітко позначені усі раніше встановлені мінні поля. Ці викриті факти спровокували міжнародний скандал про грубе порушення Іраном правил ведення війни.
Протягом наступних кількох днів, сили спеціальних операцій викрили тактику дій іранських підривників. Вдень іранці переховувалися поблизу нафтових та газових морських платформ у власних територіальних водах, а вночі вони на моторних човнах швидко вирушали до пізнавальних бакенів на міжнародних транспортних шляхах. Американські оператори ССО трьома вертольотами MH-6 «Літтл Берд» та патрульними катерами прибули до морських бакенів, де були обстріляні іранськими військовими. У результаті запеклої стрілянини три катери іранських ВМС були затоплені.
15 жовтня 1987 кувейтський танкер під американським прапором «Сі Айсл Сіті» був уражений іранською протикорабельною ракетою китайського виробництва HY-2, коли перебував на якірній стоянці поблизу нафтового термінала столиці Кувейту. 17 чоловік на борту, зокрема капітан, американський громадянин, отримали поранення. У відповідь, американські збройні сили розпочали операцію «Німбл Арчер» і чотири есмінці розстріляли дві нафтові платформи у Перській затоці у нафтовому полі «Рустам». Після обстрілу американський есмінець «Сач» висадив підрозділ «морських котиків» та підривників, що підняли іранську нафтову вежу у повітря.
14 квітня 1988 року американський фрегат «Семуель Робертс» підірвався на іранській морській міні в 65 милях на схід від Бахрейну. Внаслідок вибуху 10 матросів отримали поранення, а військовий корабель отримав значні пошкодження; екіпаж протягом 5-ти годин бився за живучість фрегату й ледве врятував його. У відповідь, американці влаштували операцію відплати «Прейінг Мантіс» і атакували два іранські фрегати «Сабалан» та «Саханд», а також нафтові платформи на нафтових полях Сіррі й Сассан. Після проведення цієї операції іранська активність на міжнародних торговельних морських шляхах різко скоротилася.
18 липня, Іран прийняв пропозиції Об'єднаних Націй про припинення вогню, 20 серпня 1988 року ірано-іракська війна закінчилася. Після цього американське оперативна група сил спеціальних операцій повернулася додому.
Угруповання спеціальних операцій продемонструвало високі навички та ефективні результати в протистоянні з іранськими диверсантами, цей факт послужив ще одним свідоцтвом правильності курсу на об'єднання усіх спеціальних сил під одним командуванням та всіляке сприяння їхньому подальшому розвитку. За результатами боїв на озброєння американських сил військово-морських операцій були прийняті катери Mark V SOC.

### Сомалі
У 1992 році в ході проведення операції «Провайд Реліф» повітряний компонент сил спеціальних операцій літаками C-130 забезпечував доставку найнеобхідніших речей, у першу чергу продовольства та медикаментів, постраждалим від наслідків Громадянської війни в Сомалі. Цей компонент мав перших американських військових, що прибули на землю країни, й забезпечували подальше прибуття миротворчих сил операції «Відродження надії». Безпосередню підготовку до висадки основних сил проводили команди загонів спеціальних акцій ЦРУ, посилених фахівцями Об'єднаного командування спецоперацій. Першою втратою в цьому конфлікті, при виконанні надзвичайно складних завдань, став офіцер, колишній оператор «Дельти» Ларрі Фрідман, який за екстраординарний героїзм був нагороджений медаллю «Зірка розвідки».

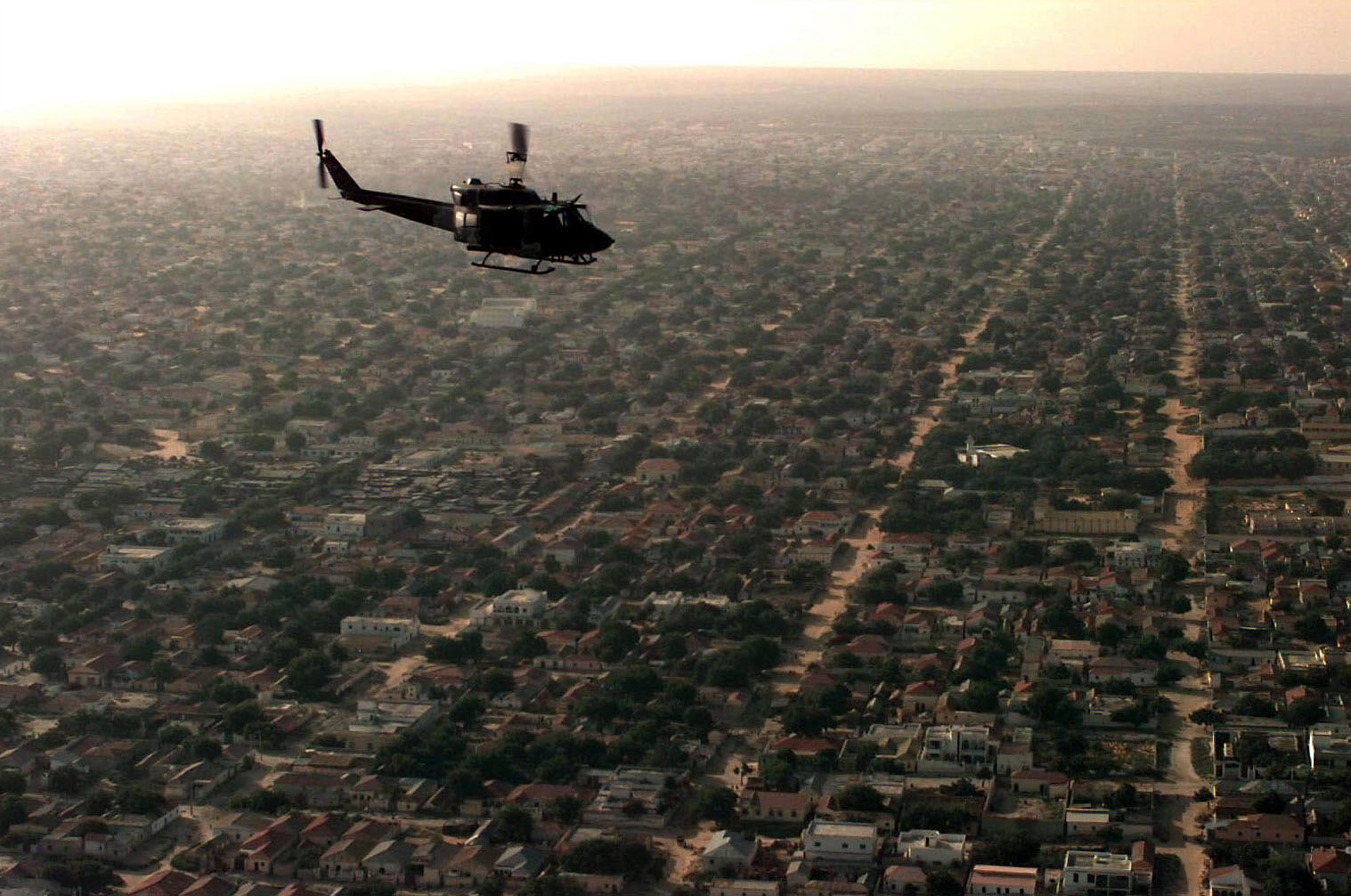
Вид на Могадішо з повітря на тлі гелікоптера UH-1 «Ірокез» Корпусу морської піхоти США, 1 грудня 1992

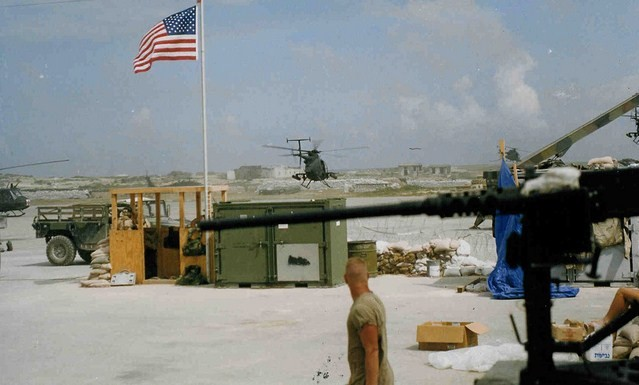
Пара вертольотів MH-6 «Літтл Берд» зі складу 160-го авіаполку ССО прямує на підтримку бою в столиці. Битва в Могадішо. 3 жовтня 1993

Операція розпочалася зранку 6 грудня 1992 року висадкою розвідувальних груп SEAL та операторів бойових катерів зі складу військово-морської оперативної групи «Триполі» в околицях аеропорту та морського порту сомалійської столиці. Бійцям, що проводили гідрографічну розвідку морського узбережжя для підходу десантно-висадочних засобів морської піхоти США, довелося діяти у надзвичайно складних умовах, у неймовірній спеці плавати у забрудненій відходами каналізації припортовій зоні. З грудня до морського спецназу приєдналися інші формування Командування спецоперацій, які брали активну участь в операції «Відродження надії».
Пізніше, «морські котики» забезпечували безпеку офіційного візиту американського президента Дж. Буша-старшого до Сомалі.
У січні 1993 року командування спецоперацій розгорнуло в Могадішо Об'єднаної групи спеціальних операцій у Сомалі (англ. Joint Special Operations Forces-Somalia (JSOFOR), на яке покладалися завдання підготовки та проведення спеціальних операцій в інтересах місії «Відродження надії». Основним завданням JSOFOR було організація первинної розвідувальної інформації про місцеві протиборчі сили та їх польових командирів, забезпечення даними розвідки для захисту власних військ, збір і обробка даних для проведення подальших операцій у визначених секторах та зонах. Підрозділами Об'єднаної групи були обслідувані та зібрані розвідувальні дані на площі 42 000 км, захоплені 277 одиниць зброї та знищені 20 560 кг вибухових речовин.
У серпні 1993 року, секретар оборони Лес Еспін віддав наказ на розгортання на півдні Сомалі посиленої Об'єднаної оперативної групи спеціальних операцій (англ. Joint Special Operations Task Force (JSOTF), яка отримала назву Оперативна група «Рейнджер» (англ. Task Force (TF) Ranger) у відповідь на атаки польового командира Національного Альянсу Сомалі Мохамеда Айдіда на сили ООН та місцевих прибічників миротворців.
Командуванням оперативної групи «Рейнджер» була підготовлена спеціальна операція з пошуку та захоплення генерала М.Айдіда — операція «Готичний змій». Місія мала особливу ступінь важливості та складності, коли польовий командир почав ретельно переховуватися після декількох спроб знищити його американськими літаками AC-130 та ООНівськими військами.
Оперативна група «Рейнджер», що складалася з фахівців «Дельти», 75-го полку рейнджерів, 160-го авіаційного полку, операторів SEAL із групи DEVGRU та підрозділів спеціальної тактики Повітряних сил, протягом серпня-вересня 1993 року провела шість рейдів у Могадішо, завдаючи удари по головним цілям в оточенні Айдіда. Хоча сам польовий командир залишався на волі, ефект від цих операцій був вочевидь.
3 жовтня 1993 року, група «Рейнджер» розпочала сьому місію з метою захоплення у полон двох «лейтенантів» Айдіда поблизу ринку Бакара. Група захоплення нараховувала 160 вояків, за підтримки 19 бойових вертольотів і 12 автомашин. Спочатку спеціальна операція розвивалася у відповідності до плану, в полон було захоплено 24 сомалійських бойовиків, серед них обидва айдідівських помічники. Але незабаром ситуація повністю вийшла з-під контролю американців і перетворилася на одну з найзапекліших битв в історії американських сил спеціальних операцій.
У ході перекидання захоплених у полон та поранених до бази американських сил у міжнародному аеропорту Могадішо, два багатоцільові вертольоти UH-60 «Блек Хок» були збиті вогнем з РПГ, ще три отримали пошкодження різного ступеня важкості. Частку з постраждалих пілотів та операторів ССО, що перебували на борту гелікоптерів вдалося швидко врятувати з місць падіння, однак, решта лишилася біля збитих вертольотів і вела нічний бій протягом тривалого часу. З усього міста до пунктів, де зосередилися американські військові, стікалися великі натовпи сомалійців, озброєних та без зброї, котрі хвилями атакували рейнджерів та операторів ССО.
Справжня битва розгорнулася біля одного зі збитих гелікоптерів UH-60 «Блек Хок» (позивний «Супер 64») 160-го авіаполку ССО. Вцілілі вояки прийняли бій проти переважаючих сил ворога, врятувати їх у цій обстановці було неможливо. Тоді два снайпери з ескадрону «C» 1-го спеціального загону «Дельта»: майстер-сержант Гері Гордон та сержант першого класу Ренді Шугарт викликалися на добровільний захист екіпажу цього вертольоту, розуміючи, що шансів вціліти практично немає. Тільки після третього запрошення на дозвіл, командування дало їм добро й вони приземлилися біля «Супер 64».

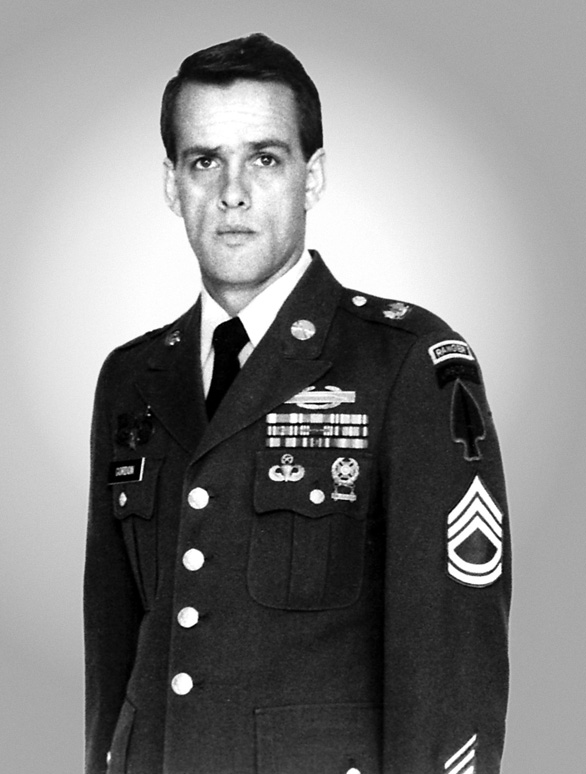
Кавалер Медалі Пошани майстер-сержант Гері Гордон

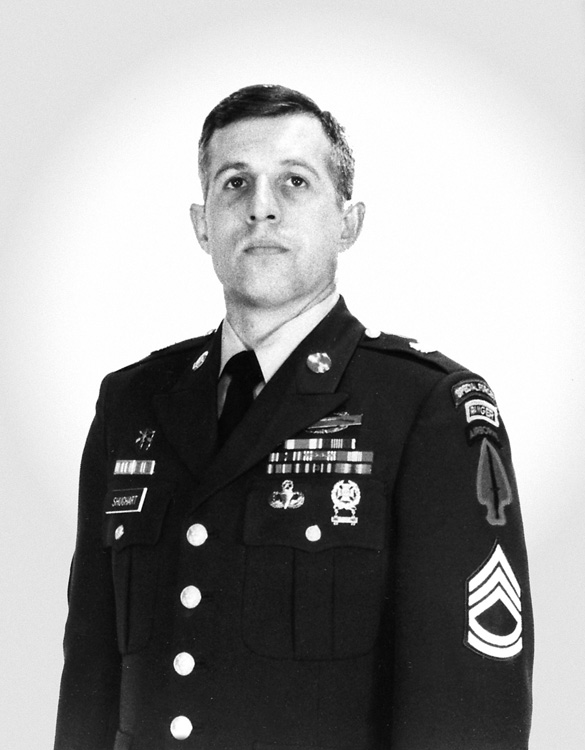
Кавалер Медалі Пошани сержант першого класу Ренді Шугарт

Попри героїчних зусиль снайперів «Дельти» захистити поранених пілотів, велика група бойовиків оточила льотчиків і знищила їх. Вцілів лише пілот вертольоту чиф-ворентофіцер 3 класу Майкл Дюрант, якого врятувала від смерті «міліція Айдіда», захопивши в полон для обміну на прибічників Айдіда, яких запроторили до в'язниці. Гері Гордон і Ренді Шугарт загинули, їх розтерзані тіла натовп, що біснувався, протягнув вулицями Могадішо. У травні 1994 року Гері Гордон і Ренді Шугарт були посмертно удостоєні найвищої нагороди США — Медалі Пошани. Це були перші нагородження цією нагородою з часів війни у В'єтнамі (з 1972 року).
Одночасно, решта рейнджерів та операторів ССО вела бої по місту. У деяких місцях оточені силами сомалійців, що значно переважали їх чисельністю, вони перебували під постійним обстрілом та мінометним вогнем з боку супротивника. Велике допомогу американським солдатам надавала підтримка з повітря, вертольоти своїм вогнем забезпечували відносне прикриття та не дозволяли сомалійцям здійснювати маневр силами.
Тільки о 01:55 4 жовтня ударне угруповання 10-ї гірсько-піхотної дивізії США та малайзійських і пакистанських миротворців за підтримки важкої бойової техніки, у тому числі танків, спромоглися прорватися до тих, що вели запеклий нічний бій. Під нищівним вогнем сомалійських бойовиків, американські солдати завантажили поранених і загиблих у техніку, решта пішки проривалася до бази. З повітря операторів та рейнджерів прикривали AH-6, які вели вогонь по вулицях міста. Врешті-решт конвою з боями вдалося пробитися о 06:30 до стадіону, де базувалися пакистанські миротворці.
У цьому бою оперативна група «Рейнджер» втратила 17 чоловік загиблими та 106 пораненими. За різними оцінками втрати сомалійців становили понад 1 000 чоловік. Й хоча мета операції була досягнута, ціна, яку заплатили сили спеціальних операцій була занадто висока. До того ж, ловитва М.Айдіда зірвалася; більше американське командування не наважувалося здійснити спроби його спіймати.
Крах операції «Готичний змій» змусив американське політичне керівництво ухвалити рішення про виведення своїх військ із Сомалі; у березні 1994 вони остаточно залишили Африканський ріг.
Разом з цим, Командування спеціальних операцій здобуло колосальний досвід у веденні нетрадиційних бойових та тактиці контрпартизанських дій, зокрема у міських умовах. Оператори ССО проводили розвідувальні та спостережні місії, допомагали у гуманітарних операціях, забезпечували захист американських регулярних військ, зон висадки десанту, діяльність торговельних суден, що доставляли гуманітарну допомогу та організовували патрулювання на морі, річках і в пустелі.

### 1990-ті
У 1992—1997 роки Командування зазнало серйозних випробувань на витривалість; його бюджет поступово скоротився на 6 %, а навантаження та інтенсивність проведення спеціальних операцій по всьому світові збільшилася на 51 %, а залученість особового складу сил зросла на 127 %.
На фоні зростання конфліктів низької інтенсивності Командування залучало свої формування в операціях «Спільні зусилля» та «Спільний захист» у Боснії і Герцеговині, гуманітарних місіях «Ашурд Респонс» у Ліберії (1996) й «Ноубл Обеліск» у Сьєрра-Леоне (1997), «Сілвер Вейк» в Албанії (1997).

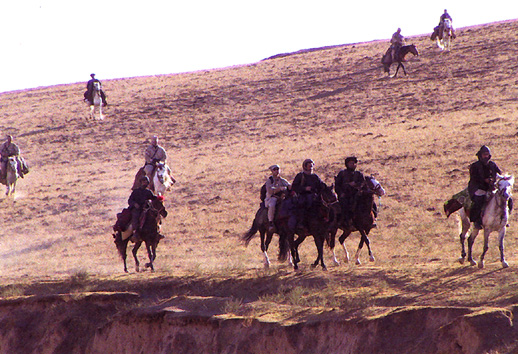
Оператори спецоперацій армії та бойові контролери на конях з афганськими моджахедами Північного Альянсу. 12 листопада 2001

З приходом на посаду командувача генерала Шумайкера в 1997 році, досвідченого офіцера і практика в проведенні спеціальних операцій, він ініціював низку програм та проектів з удосконалення структури Командування, системи управління, планування та контролю проведення спецоперацій; системи закупівель, постачань та забезпечення підрозділів, значно спростивши більшість процедур. Під його проводом сили спецоперацій проводило операцію «Дезерт Тандер», брало активну участь в операціях «Союзна сила» та «Спільний захисник».

### Війна проти тероризму
Потужним поштовхом для розвитку та переоцінки спроможностей Командування спецоперацій стали події 11 вересня 2001 року. Реформи, що торкнулися майже усіх сторін діяльності USSOCOM, призвели до найбільш кардинальних змін з часів заснування цього органу військового управління. У боротьбі з міжнародним тероризмом сили спеціальних операцій стали нарізним камінням у провадженні політики США стосовно терористичних організацій та рухів. Практично відразу після атак у кожному Об'єднаному командуванні США були засновані філії або окремі командування, на які покладалися завдання безпосередньої боротьби з терористами у географічній зоні відповідальності таких Командувань. Основне навантаження лягло на Командування ССО США «Центр», яке планувало, організовувало та виконувало завдання спеціальних операцій на Близькому Сході, у першу чергу в Афганістані, що перебував під владою Талібану й служив осередком та притулком міжнародних терористичних організацій. Вже 25 вересня 2001 року на встановлення контакту з Північним Альянсом до Афганістану прибули фахівці спеціальних акцій, а через 2 тижні в країну вертольотами MH-47E 160-го авіаційного полку проникли перші бойові підрозділи 5-ї групи спецоперацій — оперативні групи «Альфа» 555 та 595, що мали по 12 підготовлених операторів.

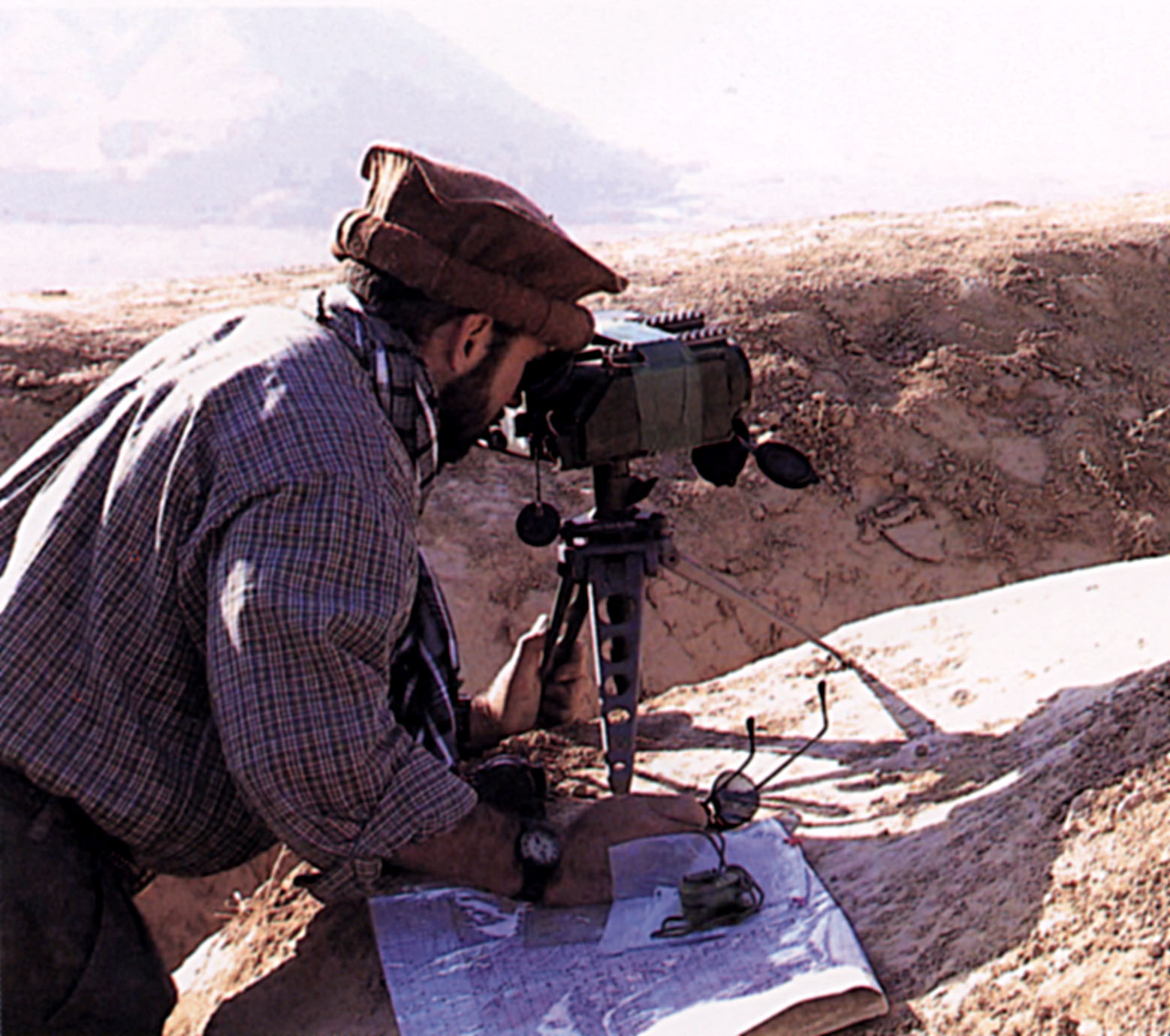
Оператор ССО за допомогою приладу лазерного наведення здійснює підсвітку цілі для бомбардувальників. Листопад 2001

У війні з терористами Командування спеціальних операцій відзначилося найкращим чином, його підрозділи брали участь майже у всіх боях та битвах першого періоду війни. Серед них була операція «Анаконда» — спільна військова операція коаліційних сил НАТО та партнерів у березні 2002 року, що мала за мету розгром великого угруповання сил Талібану та Аль-Каїди в долині Шах-і-Кот у провінції Пактія. На висоті 3 000 метрів, у запеклій битві з бойовиками Талібану змагалися підрозділи «морських котиків» SEAL, армійських рейнджерів, бойових контролерів та парашутистів-рятувальників Повітряних сил. За свідченням експертів, цей бій був найважчим та найкривавішим з часів битви в Могадішо.
Надалі протягом усього збройного конфлікту, американські спеціальні війська протистояли спробам ісламістських рухів скинути державну владу Афганістану, створили та системно навчали сили спеціальних операцій Афганістану й виконували безліч інших завдань.

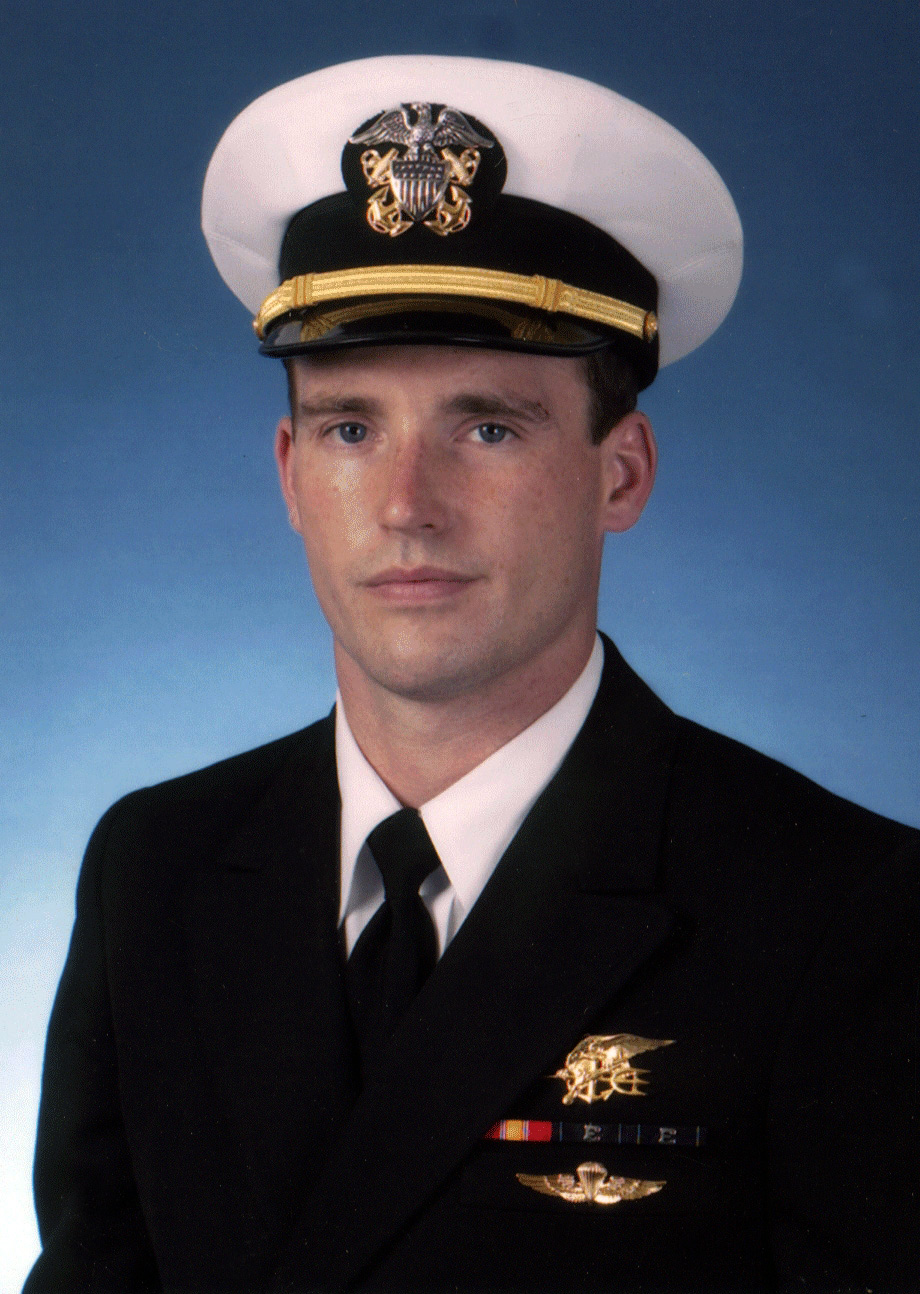
Лейтенант сил спеціальних операцій ВМС США, кавалер Медалі Пошани Майкл Патрік Мерфі

Однією з найвідоміших битв була операція «Червоні крила», що сталася 28 червня 2005 року, коли розвідувальна група з 4-х операторів ССО ВМС на чолі з лейтенантом М.Мерфі, проводила пошук у визначеному районі й стялася у сутичці з бойовиками польового командира Талібану Ахмад Шаха. «Морські котики» протягом двох годин вели бій в повному оточенні; група швидкого реагування, що вилетіла гвинтокрилом MH-47 їм на допомогу була знищена пострілом РПГ-7 з землі, 8 «морських котиків» та 8 авіаторів армійського спецназу на борту при цьому загинули.
14 вересня 2006 року, двоє з загиблих операторів групи були посмертно заохочені Військово-морським хрестом за прояву героїзму та сміливості під час битви, а єдиний вцілілий медичний фахівець флоту 2-го класу Латтрелл також був нагороджений Військово-морським хрестом. У 2007 році командир групи лейтенант М. Мерфі ушанований медаллю Пошани за героїчний вчинок.

### Ірак
Напередодні вторгнення американських військ до Іраку, перші підрозділи спеціальних операцій разом зі спеціалістами парамілітарних груп ЦРУ просочилися на територію країни. «Зелені берети» 10-ї групи спецоперацій організували підготовку бойових загонів курдських повстанців Пешмерга й протистояли ісламістам Джама'ат Ансар Ель-Іслам на півночі Іраку, ще до початку інтервенції Багатонаціональних сил. Надалі американські оператори вели курдських союзників у бій проти армії Саддама, примушуючи іракського диктатора тримати значні сили на півночі країни та не даючи йому можливості перекинути їх на основний театр дій.
З початком активної фази бойових дій, десятки бойових команд ССО, що зазвичай складалися з 12 чоловіків, розпочали полювання на пересувні комплекси балістичних ракет «Скад» та наводили ударну авіацію на цілі в південному та західному Іраку. Водночас, SEAL захопили низку нафтових терміналів та насосних станцій у приморській зоні. Бойові контролери Повітряних сил літаками MC-130H Combat Talon II проникали вглиб ворожої території та захоплювали посадкові смуги для утворення передових плацдармів на які згодом висаджувалися бойові підрозділи армії США та їхніх союзників. На відміну від подій першої війни в Затоці 1991 року, спецназ виконував безліч надскладних завдань, однак за рішенням командування підрозділи ССО ухилялися від відкритих зіткнень зі значними силами противника, як це було в Афганістані.

### Сьогодення
Окрім виконання завдань в бойових зонах в Афганістані та Іраку, формування Командування спеціальних операцій продовжували та продовжують виконання своїх місій ще в багатьох країнах. Так, за станом на 2010 рік, оператори американських ССО діяли в 75 державах світу, у порівнянні з 60 на початок 2009 року. За словами прес-секретаря Командування полковника Тіма Ная «не дивно, що чисельність таких країн незабаром зросте до 120».
У кожному місці, де діють американські спецназівці, їхня діяльність погоджується та координується американським послом та перебуває під оперативним контролем командувача Об'єднаного регіонального командування. Водночас, результати спеціальних операцій, що проводяться під проводом Командування часто викликають міжнародний резонанс через колатеральні втрати серед мирного населення, як це траплялося в Пакистані, Ємені, африканських країнах та провокує дебати не тільки у вищих ешелонах влади Сполучених Штатів, а й в ООН.

## Основні напрямки діяльності USSOCOM
Основними напрямками діяльності Сил спеціальних операцій США є:
1. Контроль і протидія розповсюдженню зброї масового ураження
2. Контртерористична діяльність
3. Забезпечення і підготовка військових формувань дружних іноземних держав
4. Спеціальна розвідка
5. Прямі бойові дії
6. Психологічні операції
7. Військово-цивільне адміністрування
8. Ведення нетрадиційних бойових дій
9. Інформаційні операції[2]

## Основний склад Командування ССО США
USSOCOM налічує у своєму складі близько 69 000 військовослужбовців та службовців Міністерства оборони США у всіх своїх п'яти компонентах.
Компонентами Командування спеціальних операцій США є:
- Командування спеціальних операцій армії США
- Командування військово-морських спеціальних операцій ВМС США
- Командування спеціальних операцій Повітряних сил США
- Командування сил спеціальних операцій корпусу морської піхоти США
- Об'єднане Командування спеціальних операцій США[2]

### Основні компоненти
| Організаційно-штатна структура Командування спеціальних операцій США з підпорядкованими формуваннями та установами |
| --- |
| |

### Командування спеціальних операцій армії США
Командування спеціальних операцій армії США (англ. U.S.Army Special Operations Command) (USACOS) — головне командування Сил спеціальних операцій в армії США, котре здійснює керівництво і контроль основних компонентів ССО сухопутних військ, що входять до її складу.

Нарукавний шеврон Сил спеціальних операцій армії США

Засновано 1 грудня 1989 року, штаб знаходиться у Форт Ліберті, Північна Кароліна.
Основними компонентами ССО армії є:
- Командування повітрянодесантних ССО армії з Центром підготовки та школою ССО армії США імені Джона Кеннеді (Форт Ліберті);
- 75-й полк рейнджерів ССО армії (Форт Мур, Джорджія);
- 160-й авіаційний полк підтримки ССО армії (Форт Кемпбелл, Кентуккі);
- 95-та бригада військово-цивільного адміністрування (Форт Ліберті);
- 528-ма бригада підтримки спецоперацій (Форт Ліберті);
- 4-та та 8-ма групи інформаційного забезпечення операцій (Форт Ліберті)[29].

### Командування військово-морських спеціальних операцій

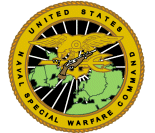
Шеврон Командування військово-морських спеціальних операцій США

Командування військово-морських спеціальних операцій (англ. Naval Special Warfare Command) (NAVSPECWARCOM) — головне командування Сил спеціальних операцій Флоту США, яке здійснює керівництво, підготовку, забезпечення і контроль усіх компонентів ССО ВМС США, що входять до її складу. Засноване у квітні 1987 року; штаб знаходиться на військово-морській базі Коронадо, Каліфорнія.
Основними компонентами ССО Флоту є:
- Групи військово-морських ССО флоту;
- групи доставки «морських котиків»;
- Команди операторів бойових катерів ССО;
- Центр підготовки ССО флоту.

### Командування спеціальних операцій Повітряних Сил

Шеврон Командування спеціальних операцій Повітряних сил США

Командування спеціальних операцій Повітряних сил США (англ. Air Force Special Operations Command, AFSOC) — головне командування повітряного компоненту Сил спеціальних операцій США, що входить до складу ПС країни й відповідає за керівництво, підготовку, забезпечення і контроль усіх компонентів ССО Повітряних сил США.
Засноване в 22 травня 1990 року, штаб знаходиться у Гарлбарт Філд, Флорида.
Основними компонентами ССО Повітряних сил є підрозділи:
- Бойових контролерів Повітряних сил;
- Парашутистів-рятівників;
- Бойових метеорологів Повітряних сил.

### Командування сил спеціальних операцій Корпусу морської піхоти

Шеврон Командування сил спеціальних операцій Корпусу морської піхоти

Командування сил спеціальних операцій Корпусу морської піхоти (англ. Marine Corps Forces Special Operations Command) (MARSOC) — один з компонентів корпусу морської піхоти США, що входить до складу Сил спеціальних операцій США і відповідає за підбір, керівництво, підготовку, забезпечення і виконання усіх спеціальних операцій, що проводяться Корпусом морської піхоти США.
Засновано в 24 лютого 2006 року, зі штабом у Кемп-Леджейн (Північна Кароліна).
До складу ССО КМП входять наступні компоненти:
- Рейдерський полк Корпусу морської піхоти;
- Батальйон розвідки Корпусу морської піхоти США;
- Група підтримки ССО КМП США;
- Школа підготовки ССО КМП США.

### Об'єднане Командування спеціальних операцій

Шеврон Об'єднаного командування спеціальних операцій

Об'єднане Командування спеціальних операцій США (англ. Joint Special Operation Command, JSOC) — об'єднаний орган управління всіх сил спеціальних операцій, що виконує завдання з підготовки і проведення спеціальних операцій у контексті функціональної сумісності різних компонентів, з організації взаємодії усередині Командування, стандартизації, уніфікації, розвитку, навчанню і всебічному забезпеченню ССО в єдиному замислі. Командування засноване в 1980 році за рекомендацією полковника Чарльза Беквіта, за результатами аналізу провальної операції «Орлиний кіготь».
Об'єднане Командування спеціальних операцій має у своєму безпосередньому підпорядкуванні Частини спеціальних місій (англ. Special Mission Units (SMU), основний ударний компонент сил спеціальних операцій США, на які покладаються найскладніші завдання, які розробляє, готує та реалізовує JSOC.
- наземний компонент: армійський спецзагін «Дельта»;
- морський компонент: група морських котиків «DEVGRU» — колишня 6-та команда SEAL;
- повітряний компонент: 24-та ескадрилья спеціальної тактики;

Четвертою складовою Частин спеціальних місій також вважають розвідувальний підрозділ сил спеціальних операцій армії США — Спецпідрозділ розвідувальної підтримки (англ. Intelligence Support Activity (ISA), який входить до складу Командування розвідки та безпеки армії США та оперативно підпорядковується Об'єднаному Командуванню ССО США. На цей підрозділ покладаються завдання забезпечення даними агентурної та радіоелектронної розвідки частин спеціальних місій.
До спеціальних частин та підрозділів, які найчастіше всього залучаються до проведення спеціальних операцій разом з Частинами спеціальних місій відносяться 75-й полк рейнджерів та 160-й авіаційний полк спецоперацій. Комбінація різнорідних компонентів ССО утворює конгломерат сил для виконання специфічних завдань, як то оперативна група 121 та оперативна група 145. Яскравими прикладами проведення спільних операцій такими оперативними групами є пошук та ліквідація Удея та Кусея Хусейнов, розшук Саддама Хусейна, ліквідація Осами бен Ладена в 2011 році.

## Основні принципи сил спеціальних операцій США
Основні принципи ССО США:
- люди завжди важливіші за «залізо»;
- ССО не продукт масового виробництва;
- якість краща за кількість;
- компетентні ССО не ті, які створюються тоді, коли подія вже трапилася[41].

## Командувачі
| No.   | Фото | Прізвище                      | Вид ЗС         | Початок          | Кінець           | Тривалість     |
| ----- | ---- | ----------------------------- | -------------- | ---------------- | ---------------- | -------------- |
| 1.    |      | Генерал Джеймс Ліндсей        | Армія          | 16 квітня 1987   | 27 червня 1990   | 1 168 днів     |
| 2.    |      | Генерал Карл Стінер           | Армія          | 27 червня 1990   | 20 травня 1993   | 1 058 днів     |
| 3.    |      | Генерал Вейн Даунінг          | Армія          | 20 травня 1993   | 29 лютого 1996   | 1 015 днів     |
| 4.    |      | Генерал Генрі Шелтон          | Армія          | 29 лютого 1996   | 25 вересня 1997  | 574 дні        |
| (ТВО) |      | Контр-адмірал Раймонд К. Сміт | ВМС            | 25 вересня 1997  | 5 листопада 1997 | 41 добу        |
| 5.    |      | Генерал Пітер Шумайкер        | Армія          | 5 листопада 1997 | 27 жовтня 2000   | 1 087 днів     |
| 6.    |      | Генерал Чарльз Голланд        | Повітряні сили | 27 жовтня 2000   | 2 вересня 2003   | 1 040 днів     |
| 7.    |      | Генерал Браян Дуглас Браун    | Армія          | 2 вересня 2003   | 9 липня 2007     | 1 406 днів     |
| 8.    |      | адмірал Ерік Олсон            | ВМС            | 9 липня 2007     | 8 серпня 2011    | 1 491 день     |
| 9.    |      | адмірал Вільям Макрейвен      | ВМС            | 8 серпня 2011    | 28 серпня 2014   | 1 116 днів     |
| 10.   |      | Генерал Джозеф Вотел          | Армія          | 28 серпня 2014   | 30 березня 2016  | 580 днів       |
| 11.   |      | Генерал Раймонд Томас         | Армія          | 30 березня 2016  | 29 березня 2019  | 1 093 дні      |
| 12.   |      | Генерал Річард Дуглас Кларк   | Армія          | 29 березня 2019  | 30 серпня 2022   | 3 роки 154 дні |
| 13.   |      | Генерал Браян Фентон          | Армія          | 30 серпня 2022   | в посаді         | в посаді       |

## Розробки та проекти USSOCOM

### Розробка рекомендацій ТССС

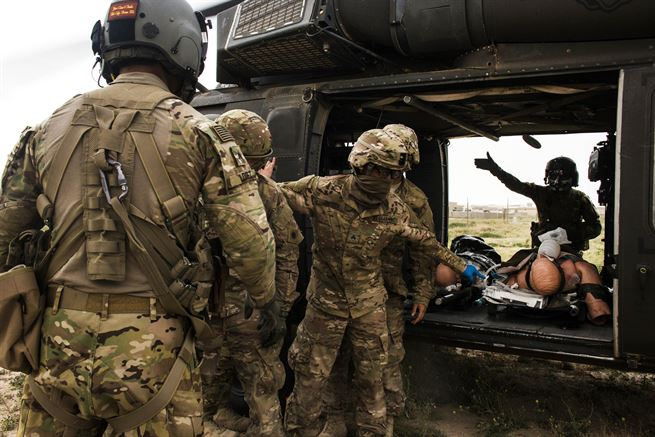
Евакуація гелікоптером на навчаннях ТССС у Кемп-Бюрінг, Кувейт, 23 лютого 2016 року.

Зважаючи на те, що 90 % солдат помирає не потрапивши до медичного закладу, Командування спеціальних операцій США у 1993 році фінансувало 2-річне дослідження по покращенню допомоги пораненим на полі бою. Результатом дослідження була перша редакція рекомендацій Tactical Comat Casualty Care (ТССС) (вони та подібні в Україні відомі як «тактична медицина»). До цього принципи надання допомоги у військових умовах суттєво не відрізнялись від цивільних. Ці настанови при навчання почали враховувати бойове оточення. Підготовка сил спеціальних операцій згідно з цих рекомендацій поряд з іншими заходами дозволило суттєво зменшити втрати в Силах спеціальних операцій в Афганістані та Іраку. На даний час ТССС використовуються для навчання солдат усіх родів військ, а також у союзних державах. Навчальний курс проводиться NAEMT та схвалений ACS.